# György Jendrassik
György Jendrassik (ur. 13 maja 1898 w Budapeszcie, zm. 8 lutego 1954 w Londynie) – węgierski inżynier, wynalazca silnika turbośmigłowego.
Jendrassik studiował na Politechnice Budapeszteńskiej, następnie na Uniwersytecie w Berlinie, gdzie miał możliwość uczęszczania na wykłady Einsteina i Plancka. W 1922 roku w Budapeszcie dostał dyplom inżyniera mechanika. Od 1927 roku pracował w zakładach Ganz, i pomógł ulepszyć używane tam silniki wysokoprężne. Zaprojektował wówczas słynny silnik Jendrassik Cs-1, początkowo w wersji z pojedynczym i podwójnym cylindrem, później w wersji czterosuwowej z czterema i sześcioma cylindrami.
Następnie Jendrassik skupił się na pracy nad turbinami gazowymi i w tym celu założył w 1936 roku przedsiębiorstwo Találmánykifejlesztő és Értékesítő KFT.-t. Od 1942 do 1945 roku był dyrektorem fabryki, w 1943 został członkiem korespondentem Węgierskiej Akademii Nauk. W węgierskim urzędzie patentowym zarejestrowanych jest 77 jest wynalazków.
Po wojnie Jendrassik utracił zaufanie władz i nie był w stanie kontynuować swojej pracy. Opuścił kraj; przez pewien czas mieszkał w Argentynie, potem w Wielkiej Brytanii, gdzie zmarł w 1954 roku.